# Уэйр, Элисон
Э́лисон Уэ́йр (иногда в русских переводах Уи́р, Вэр) (англ. Alison Weir, род. 1 января 1951, Ламбет, Лондон, Англия, Великобритания) — английская писательница, историк, работающая в жанре научно-популярной литературы по истории, а также в жанре исторического любовного романа.

## Биография
Элисон Уэйр (иногда в русских переводах Уир, Вэр) родилась 1 января 1951 года в районе Большого Лондона Ламбете в Великобритании. Выросла в Вестминстере, а также жила в Норфолке, Сассексе и в Шотландии.
В возрасте 14-ти лет заинтересовалась историей, прочитав книгу английской писательницы Урсулы Блум (1892—1984) об Екатерине Арагонской. После этого стала читать книги по истории, а также начала пробовать свои силы в написании исторических пьес и исследовательской работе.
Образование получила в лондонской городской школе для девочек, где обучалась английской литературе, истории и искусству, специализируясь на английской и европейской средневековой истории (основная тема — монашество XII века на Западе). Затем продолжила обучение в лондонском Северо-Западном политехническом университете, где совершенствовалась в изучении истории как основного предмета, изучая мировую историю, английскую средневековую историю и итальянское Возрождение. Планировала стать учителем истории, однако отказалась от этого намерения, разочаровавшись в «модных методах обучения».
В 1991—1997 годах работала в школе для детей с задержкой психического развития. Работала в качестве госслужащей, была домохозяйкой, занимаясь воспитанием детей.
С конца 1990-х годов по 2014 год опубликовала целый ряд научно-популярных исторических книг, посвящённых эпохам Тюдоров, Войне Алой и Белой Роз, и другим, а также несколько исторических любовных романов — в основном в виде биографий членов британских королевских семей.
Благодаря книгам о периоде Тюдоров писательница стала одним из самых востребованных и авторитетных современных авторов среди женщин-историков Великобритании.
Избрана членом Британского Королевского общества искусств и пожизненным почётным членом Общества покровителей исторических королевских дворцов. Является сторонником раскопок, реконструкции и восстановления Нортгемптонского замка в Нортгемптоне, считая, что это историческое место первостепенной важности и было бы трагично утратить его навсегда.

### Семья
Элисон Уэйр характеризует свою мать «по-настоящему хорошим человеком с цельным характером, силой воли, обладающим чувством юмора и житейской мудростью, умеющим преодолевать жизненные трудности с похвальной стойкостью».
В 1972 году Элисон вышла замуж за Ранкина Уэйра (Rankin Weir). У пары родилось двое детей: в 1982 году — сын Джон, в 1984 году — дочь Кейт. В настоящее время проживает в графстве Суррей вместе с мужем и детьми.

## Карьера и творчество
«Изучение истории и написание книг сделало меня более уверенной, принесло мне материальную пользу, а также позволило духовно обогатить жизнь других людей, но, самое главное, позволило мне чувствовать себя состоявшейся в творческом смысле», — говорит Элисон Уэйр о своей работе.
В 1970-х годах Уэйр провела 4 года за исследованием и написанием научно-популярных биографий шести жён Генриха VIII. Её работа слишком долго не была признана издателями, и, как следствие, решение о публикации было отклонено на том основании, что рукопись была слишком длинной (1024 страницы). Переработанный вариант этой биографии позже будет опубликован в 1991 году во второй книге автора под названием «Шесть жён Генриха VIII».
В 1981 году Уэйр написала книгу о Джейн Сеймур, которая вновь была отклонена издателями, на этот раз потому, что была слишком короткой. В 1989 году Уэйр стала автором первой опубликованной работы: исторического обзора «Генеалогия королевских семей Британии: компиляция».
Начиная с конца 1990-х годов по 2014 год Уэйр написала и опубликовала целый ряд научно-популярных исторических книг, среди которых исторические биографии Элеоноры (Алиеноры) Аквитанской, Изабеллы Французской, Екатерины Суинфорд и принцев в Тауэре. Другие её исторические работы включают в себя книги о периоде Генриха VIII, его жён и детей, об Анне и Марии Болейн, об Елизавете I Тюдор, а также о королеве Шотландии Марии Стюарт. Уэйр также опубликовала исторические обзоры о периоде Войны Роз, а также исторические любовные романы о Джейн Грей, Елизавете I Тюдор и Элеоноре (Алиеноре) Аквитанской.
В России на русском языке опубликованы 5 книг Элисон Уэйр: 1 научно-популярная историческая книга «Французская волчица — королева Англии. Изабелла» в издательстве «АСТ» в 2010 году, а также 4 исторических любовных романа: «Трон и плаха леди Джейн», «Леди Элизабет», «Опасное наследство», «Пленённая королева» в издательстве «Азбука» в 2014 году, причём роман «Трон и плаха леди Джейн» уже был опубликован ранее под именем Элисон Уир в издательстве «Иностранка» в 2009 году.

### Научно-популярная литература
- 1989 — «Генеалогия королевских семей Британии: компиляция» / Britain’s Royal Families: The Complete Genealogy
- 1991 — «Шесть жён Генриха VIII» / The Six Wives of Henry VIII — о Генрихе VIII Тюдоре и его жёнах
- 1992 — «Принцы в Тауэре» / The Princes in the Tower — о принцах в Тауэре
- 1995 — «Ланкастеры и Йорки: Война Роз» / Lancaster and York — The Wars of the Roses — о Войне Алой и Белой Роз
- 1996 — «Дети Англии: наследники короля Генриха VIII» / Children of England: The Heirs of King Henry VIII (later reissued as The Children of Henry VIII) — о детях Генриха VIII Тюдора
- 1998 — «Королева Елизавета» (в США опубликован под названием «Жизнь Елизаветы I») / Elizabeth the Queen (published in America as The Life of Elizabeth I) — о Елизавете I Тюдор
- 1999 — «Элеонора (Алиенора) Аквитанская, немилостью Божьей королева Англии» / Eleanor of Aquitaine: By the Wrath of God, Queen of England — об Элеоноре (Алиеноре) Аквитанской
- 2001 — «Генрих VIII: король и его двор» / Henry VIII: The King and His Court — о Генрихе VIII Тюдоре и его окружении
- 2003 — «Мария Стюарт и убийство лорда Дарнли» / Mary, Queen of Scots and the Murder of Lord Darnley — о королеве Шотландии Марии Стюарт и лорде Дарнли
- 2005 — «Французская волчица — королева Англии. Изабелла» / Isabella: She-Wolf of France, Queen of England — об Изабелле Французской
- 2007 — «Екатерина Суинфорд: история Джона Гонта и его скандальной герцогини» / Katherine Swynford: The Story of John of Gaunt and his Scandalous Duchess — о Екатерине Суинфорд и Джоне Гонте
- 2009 — «Леди в Тауэре: падение Анны Болейн» / The Lady in the Tower — об Анне Болейн
- 2010 — «Предатели из Тауэра» / Traitors of the Tower
- 2011 — «Кольцо и корона: история королевских свадеб» / The Ring and the Crown: A History of Royal Weddings
- 2011 — «Мария Болейн: хозяйка королей» / Mary Boleyn: The Mistress of Kings — о Марии Болейн
- 2013 — «Елизавета Йоркская: королева Тюдора и её мир» / Elizabeth of York — A Tudor Queen and Her World — о Елизавете Йоркской
- 2013 (2014) — «Принцесса Шотландии: жизнь Маргарет Дуглас, графини Леннокс» / The Princess of Scotland (анонсирован) — о Маргарите Дуглас
- 2014 (2015) — «Ричард III и принцы в Тауэре» / Richard III and The Princes In The Tower (анонсирован) — о Ричарде III и принцах в Тауэре (дополненная версия прежних книг автора на эту тему)

### Исторические любовные романы
- 2007 — «Трон и плаха леди Джейн» / Innocent Traitor: A Novel of Lady Jane Grey — о «королеве 9 дней» Джейн Грей
- 2008 — «Леди Элизабет» / The Lady Elizabeth — о Елизавете I Тюдор
- 2010 — «Пленённая королева» / The Captive Queen — об Элеоноре (Алиеноре) Аквитанской
- 2012 — «Опасное наследство» / Dangerous Inheritance: A Novel of Tudor Rivals and the Secret of the Tower — о двух женщинах — Катарине Грей (младшей сестре Джейн Грей) и Екатерине Плантагенет (внебрачной дочери Ричарда III) — и их попытке разгадать тайну гибели принцев в Тауэре
- 2014 — «Брачные игры: роман Елизаветы I» / The Marriage Game: A Novel of Elizabeth I — о Елизавете I Тюдор и Роберте Дадли
- 2016  — «Истинная королева: роман о Екатерине Арагонской» / Katherine of Aragon: The True Queen (2016)
- 2017 — «Страсть короля: роман об Анне Болейн» / Anne Boleyn, a king’s obsession — о второй супруге короля Генриха VIII, Анне Болейн
- 2018  — «Джейн Сеймур. Королева во власти призраков» / Jane Seymour: The Haunted Queen - история третьей жены Генриха VIII
- 2019 —  «Королева секретов: роман об Анне Клевской» / Anna of Kleve. Queen of Secrets - история четвёртой жены Генриха VIII
- 2020 —  «Порочная королева: роман о Екатерине Говард» / Katheryn Howard: The Tainted Queen - история пятой жены Генриха VIII
- 2021 — «Кэтрин Парр: шестая жена»  / Katharine Parr: The Sixth Wife - история шестой, последней, жены Генриха VIII
- 2022 —  «Елизавета Йоркская. Последняя белая роза» / Elizabeth of York: The Last White Rose - история жены Генриха VII, последней принцессы из дома Йорков, матери Генриха VIII
- 2023 — «По милости короля: роман о Генрихе VIII» / Henry VIII: The Heart and the Crown
- 2024 — «Мария I: королева печали» / Mary I: Queen of Sorrows
- 2025 — The Cardinal: The Secret Life of Thomas Wolsey